# Anna Alexandrowna Alminowa

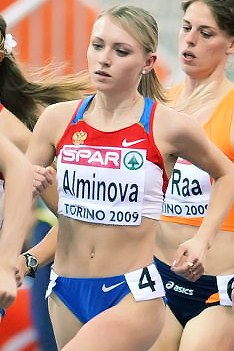
Anna Alminowa bei den Leichtathletik-Halleneuropameisterschaften 2009

Anna Alexandrowna Alminowa (russisch Анна Александровна Альминова, engl. Transkription Anna Alminova; * 17. Januar 1985 in Witschewschtschina, Oblast Kirow) ist eine russische Mittelstreckenläuferin, die sich auf die 1500-Meter-Distanz spezialisiert hat.

## Leben
Die Vizejuniorenweltmeisterin von 2004 wurde in der darauffolgenden Saison Achte bei den Halleneuropameisterschaften in Madrid.
2008 wurde sie Elfte bei den Olympischen Spielen in Peking. Bei den Halleneuropameisterschaften 2009 in Turin gewann sie die Goldmedaille über 1500 m und wurde Sechste über 3000 m. Im Sommer erreichte sie das Halbfinale bei den Weltmeisterschaften in Berlin und wurde Siebte beim Leichtathletik-Weltfinale.
2010 lief sie bei den Hallenweltmeisterschaften in Doha als Siebte ein, wurde aber disqualifiziert, nachdem bei der Dopingkontrolle die Substanz Pseudoephedrin festgestellt wurde, und wegen dieses Verstoßes gegen die Dopingbestimmungen für drei Monate gesperrt. Bei den Europameisterschaften in Barcelona wurde sie Sechste.
Wegen Auffälligkeiten in ihrem Biologischen Pass wurde sie für zweieinhalb Jahre (Dezember 2011 bis Mai 2014) gesperrt und alle Ergebnisse seit dem 16. Februar 2009 annulliert, einschließlich des Halleneuropameistertitels von 2009.
Anna Alminowa wird von Gennadi Suworow trainiert und startet für den Verein Dinamo.

## Persönliche Bestzeiten
- 800 m: 1:57,86 min, 23. Juli 2009, Tscheboksary
  - Halle: 2:02,04 min, 14. Februar 2010, Moskau
- 1000 m: 2:38,38 min, 22. August 2006, Linz
  - Halle: 2:34,30 min, 1. Februar 2009, Moskau
- 1500 m: 3:57,65 min, 16. Juli 2010, Saint-Denis
  - Halle: 4:02,23 min, 25. Februar 2009, Piräus
- 1 Meile: 4:20,86 min, 29. Juni 2007, Moskau
- 2000 m: 5:40,99 min, 4. September 2009, Brüssel
  - Halle: 5:48,25 min, 7. Januar 2010, Jekaterinburg
- 3000 m: 8:40,63 min, 30. Mai 2009, Castellón
  - Halle: 8:28,49 min, 7. Februar 2009, Stuttgart